# Robertverleihung 2014
Die 30. Robertverleihung fand am 25. Januar 2014 im Tivoli Hotel & Congress Center in Kopenhagen statt. Nominiert werden konnten Filme, die 2013 in die Kinos kamen. Die erfolgreichsten Filme bei der Verleihung waren Die Jagd mit sieben Gewinnen und Spies & Glistrup mit vier Gewinnen. Erbarmen, der genau wie Die Jagd 14 Mal nominiert worden war, gewann keinen der Preise. Insgesamt wurden Preise in 29 Kategorien ausgeteilt.

## Liste der Preisträger und Nominierten

### Film des Jahres(Årets film)
In dieser Kategorie befinden sich nur in Dänemark produzierte Filme.
Die Jagd (Jagten)
Erbarmen (Kvinden i buret)
Der Nordwesten (Nordvest)
Sorg og glæde
Spies & Glistrup

### Kinder- und Jugendfilm des Jahres(Årets børne- og ungdomsfilm)
In dieser Kategorie befinden sich nur in Dänemark produzierte Filme.
Antboy – Der Biss der Ameise
MGP Missionen
Der Nordwesten (Nordvest)
Die Olsenbande auf hoher See (Olsen Banden på dybt vand)
Otto er et Næsehorn

### Männliche Hauptrolle des Jahres(Årets mandlige hovedrolle)

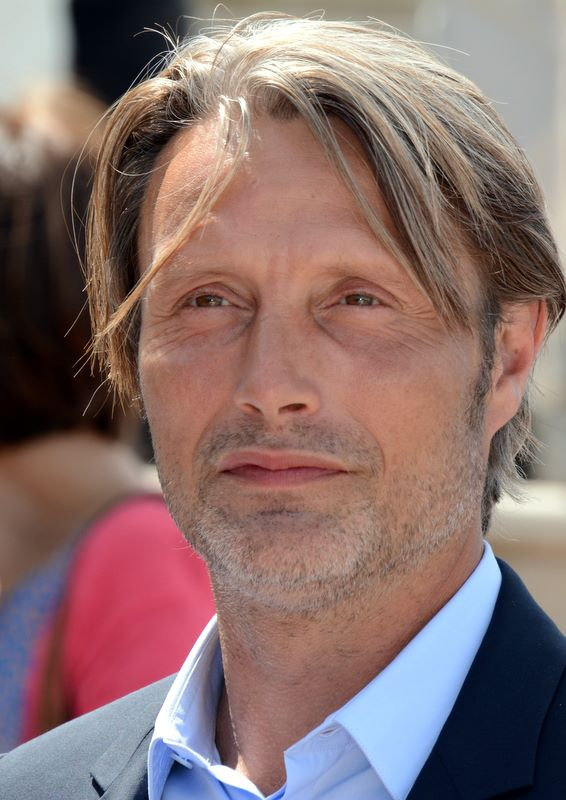
Mads Mikkelsen

Mads Mikkelsen – Die Jagd (Jagten)
Gustav Dyekjær Giese – Der Nordwesten (Nordvest)
Jakob Cedergren – Sorg og glæde
Nikolaj Lie Kaas – Erbarmen (Kvinden i buret)
Pilou Asbæk  – Spies & Glistrup

### Weibliche Hauptrolle des Jahres(Årets kvindelige hovedrolle)
Helle Fagralid – Sorg og glæde
Kristin Scott Thomas – Only God Forgives
Lene Maria Christensen – Der Nordwesten (Nordvest)
Sofie Gråbøl – In der Stunde des Luchses (I lossens time)
Sonja Richter – Erbarmen (Kvinden i buret)

### Männliche Nebenrolle des Jahres(Årets mandlige birolle)
Nicolas Bro – Spies & Glistrup
Fares Fares – Erbarmen (Kvinden i buret)
Nicolas Bro – Sorg og glæde
Oscar Dyekjær Giese – Der Nordwesten (Nordvest)
Thomas Bo Larsen – Die Jagd (Jagten)

### Weibliche Nebenrolle des Jahres(Årets kvindelige birolle)
Susse Wold – Die Jagd (Jagten)
Anne Louise Hassing – Die Jagd (Jagten)
Ida Dwinger – Sorg og Glæde
Signe Egholm Olsen – In der Stunde des Luchses (I lossens time)
Trine Pallesen – Spies & Glistrup

### Regisseur des Jahres(Årets instruktør)

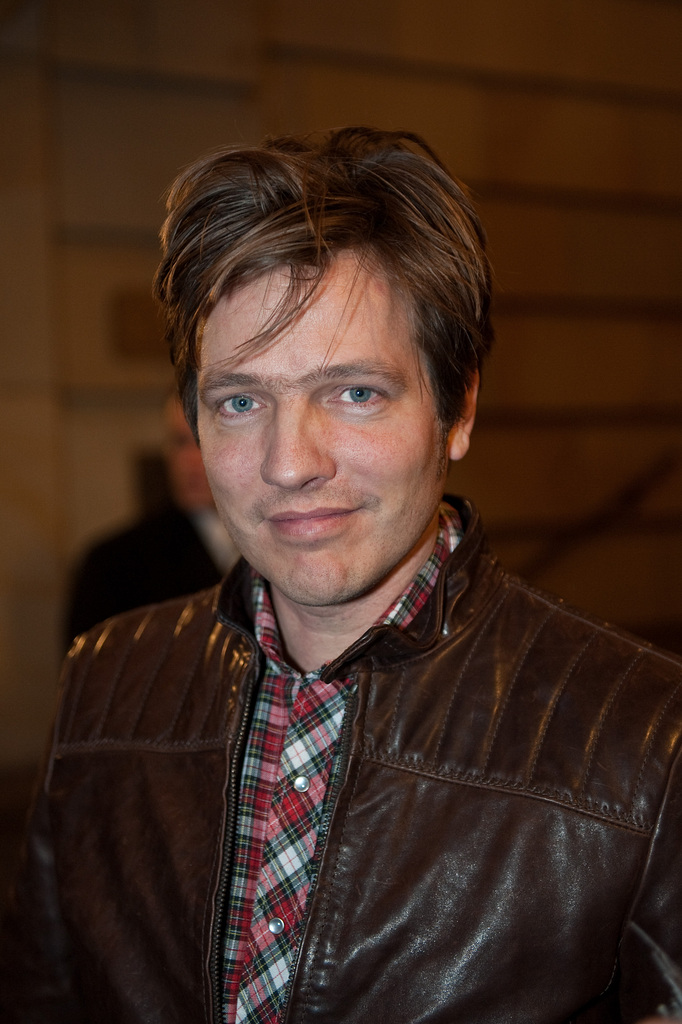
Thomas Vinterberg

Thomas Vinterberg – Die Jagd (Jagten)
Michael Noer – Der Nordwesten (Nordvest)
Mikkel Nørgaard – Erbarmen (Kvinden i buret)
Nicolas Winding Refn – Only God Forgives
Nils Malmros – Sorg og glæde

### Drehbuch des Jahres(Årets manuskript)
Thomas Vinterberg und Tobias Lindholm – Die Jagd (Jagten)
Nikolaj Arcel – Erbarmen (Kvinden i buret)
Nils Malmros und John Mogensen – Sorg og glæde
Rasmus Heisterberg und Michael Noer – Der Nordwesten (Nordvest)
Simon Pasternak und Christoffer Boe – Spies & Glistrup

### Kameramann des Jahres(Årets fotograf)
Larry Smith – Only God Forgives
Charlotte Bruus Christensen – Die Jagd (Jagten)
Eric Kress – Erbarmen (Kvinden i buret)
Magnus Nordenhof Jønck – Der Nordwesten (Nordvest)
Manuel Alberto Claro – Spies & Glistrup

### Szenenbildner des Jahres(Årets scenograf)
Thomas Greve – Spies & Glistrup
Beth Mickle – Only God Forgives
Rasmus Thjellesen – Erbarmen (Kvinden i buret)
Torben Stig Nielsen – Die Jagd (Jagten)
Trine Padmo Olsen – Der Nordwesten (Nordvest)

### Kostümbildner des Jahres(Årets kostumier)
Manon Rasmussen – Spies & Glistrup
Anne-Dorte Fischer – Sorg og glæde
Louize Nissen – Antboy – Der Biss der Ameise
Manon Rasmussen  – Die Jagd (Jagten)
Stine Thanning – Erbarmen (Kvinden i buret)

### Maskenbildner des Jahres(Årets sminkør)
Thomas Foldberg, Morten Jacobsen und Lone Budstrup Knudsen – Spies & Glistrup
Bjørg Serup – Antboy – Der Biss der Ameise
Bjørg Serup – Die Jagd (Jagten)
Kirsten Zäschke – Sorg og glæde
Tina Helmark – Erbarmen (Kvinden i buret)

### Spezialeffekte des Jahres(Årets visuelle effekter)
Hummer Høhmark, Rikke Gjerlev Hansen, Thomas Øhlenschlæger und Jeppe Nygaard Christensen – Antboy – Der Biss der Ameise
Ivan Kondrup Jensen, Jeppe Nygaard Christensen und Rikke Hovgaard Jørgensen – Erbarmen (Kvinden i buret)
Jeppe Bingestam und Toke Blicher Møller – Spies & Glistrup
Mads Hagbarth Lund, Sune Fogtmann und Jacob Bang Clemmensen – Alle for to
Martin Madsen – Skytten

### Tongestalter des Jahres(Årets sounddesigner)
Kristian Selin Eidnes Andersen – Only God Forgives
Hans Møller – Erbarmen (Kvinden i buret)
Kristian Selin Eidnes Andersen und Thomas Jæger – Die Jagd (Jagten)
Morten Green – Spies & Glistrup
Rasmus Winther Jensen und Kasper Janus Rasmussen – Der Nordwesten (Nordvest)

### Filmeditor des Jahres(Årets klipper)
Anne Østerud und Janus Billeskov Jansen – Die Jagd (Jagten)
Adam Nielsen – Der Nordwesten (Nordvest)
Birger Møller Jensen – Sorg og glæde
Morten Egholm und Martin Schade – Erbarmen (Kvinden i buret)
Peter Brandt – Spies & Glistrup

### Filmmusik des Jahres(Årets score)
Cliff Martinez – Only God Forgives
Johan Söderkvist – Erbarmen (Kvinden i buret)
Jonas Struck – Spies & Glistrup
Nikolaj Egelund – Die Jagd (Jagten)
Peter Peter – Antboy – Der Biss der Ameise

### Männliche Hauptrolle des Jahres – Fernsehserie(Årets mandlige hovedrolle – tv-serie)
Kim Bodnia – Broen II
Carsten Bjørnlund – Rita, 2. Staffel
Igor Svideniouk Egholm – Hemmeligheden
Lars Brygmann – Dicte
Søren Malling – Borgen III

### Weibliche Hauptrolle des Jahres – Fernsehserie(Årets kvindlige hovedrolle – tv-serie)
Sofia Helin – Broen II
Birgitte Hjort Sørensen – Borgen III
Iben Hjejle – Dicte
Lisa Dankyi-Appah Thomsen – Pendlerkids II
Mille Dinesen – Rita, 2. Staffel

### Männliche Nebenrolle des Jahres – Fernsehserie(Årets mandlige birolle – tv-serie)
Christian Tafdrup – Borgen III
Dar Salim – Dicte
Lars Ranthe – Dicte
Rune Klan – Tomgang
Tommy Kenter – Rita, 2. Staffel

### Weibliche Nebenrolle des Jahres – Fernsehserie(Årets kvindlige birolle – tv-serie)
Camilla Bendix – Broen II
Lene Maria Christensen – Dicte
Lise Baastrup – Rita, 2. Staffel
Rikke Louise Andersson – Kødkataloget
Tina Gylling Mortensen – Tomgang

### Dänische Fernsehserie des Jahres(Årets danske tv-serie)
Borgen III
Broen II
Rita, 2. Staffel

### Kurze Fernsehserie des Jahres(Årets korte tv-serie)
Rytteriet II
Kødkataloget
Pendlerkids II
Sjit Happens
Tomgang

### Ehrenrobert 2014(Æresrobert 2014)
Die Line producer Karen Bentzon erhielt einen Ehrenrobert für ihr 40-jähriges Wirken. Der Preis wurde ihr von Susanne Bier überreicht.

### Honorary Robert Award 2014
William Friedkin

### Animierter/Fiktiver Kurzfilm des Jahres(Årets korte fiktion/animation)
2 Piger 1 Kage
9 Meter
Exit Neverland
Goutte D’Or

### Animierter/Fiktiver Spielfilm des Jahres(Årets lange fiktion/animation)
Weekendfar
En maler
Nomansland
Spidse albuer, blødende knæ
Ud, Spring Over, Ind

### Dokumentarfilm (kurz) des Jahres(Årets dokumentarfilm (kort))
Tal R: The Virgin
Drengelejren
Mamma Är Gud
Sne
Velsignet Være Dette Sted

### Dokumentarfilm des Jahres(Årets dokumentarfilm)
Drømmen om en Familie
Ai WeiWei the Fake Case
Ekspeditionen til Verdens Ende
Pine Ridge
Sepideh – Drømmen om Stjernerne

### Amerikanischer Film des Jahres(Årets amerikanske film)
Gravity (3D)
Captain Phillips
Before Midnight
Django Unchained
Silver Linings Playbook

### Nicht-Amerikanischer Film des Jahres(Årets ikke-amerikanske film)
Blau ist eine warme Farbe
La Grande Bellezza – Die große Schönheit
Philomena
Rush – Alles für den Sieg
Der Geschmack von Rost und Knochen

### YouBio-Publikumspreis in der Kategorie Drama(YouBio Publikumsprisen Drama)
Die Jagd (Jagten)

### YouBio-Publikumspreis in der Kategorie Komödie(YouBio Publikumsprisen Komedie)
Alle For To